# Anwalt des Verbrechens
Anwalt des Verbrechens ist ein US-amerikanischer Kriminalfilm aus dem Jahr 1951 von Richard Thorpe mit Walter Pidgeon und Ann Harding in den Hauptrollen. Der Film noir wurde von Metro-Goldwyn-Mayer produziert.

## Handlung
Der Rechtsanwalt Dwight Masen wird von seinem Freund und Kollegen Wayne Kellwin besucht. Während Dwight sich auf Zivilrecht spezialisiert hat, ist Wayne Strafverteidiger. Er fragt Dwight, ob er den wegen Mordes angeklagten Rudi Wallchek verteidigen will. Er ist der Überzeugung, dass Dwight in seiner Unerfahrenheit in Strafsachen frischen Wind in einen hoffnungslosen Fall bringen wird. Wallchek wird des Raubmordes an Johnny Hulderman verdächtigt. Dwight lehnt zunächst ab, ändert aber seine Meinung, als er bei einer Party des Staatsanwalts Joe Bucknor hört, dass Rudi auf dem elektrischen Stuhl enden wird. Dwight besucht Rudi im Gefängnis und ist von Rudis Ansicht, dass Recht nichts für Leute wie ihn sei, erschüttert. 
Dwight übernimmt das Mandat und schafft es tatsächlich, einen Freispruch für Rudi zu erwirken. Er kann die Jury überzeugen, dass der Schlosser Peter Hulderman, Johnnys Vater, den Täter unmöglich erkennen konnte, weil er seine Brille nicht trug. Dwight ist stolz auf seine Leistung, bis ihn Peter beschuldigt, einem Schuldigen zur Freiheit verholfen zu haben. In seinem Appartement wird Dwight klar, dass Rudis passives und ergebenes Verhalten Täuschung war, als der die Anwaltskosten von 2.000 Dollar in bar begleicht. Dwights Frau Stella sucht Bucknor auf, der Dwight zu respektieren beginnt, und klagt, dass ihr Mann sich schwere Vorwürfe mache. Zur gleichen Zeit erfährt Dwight von Peter, dass Johnny wegen Schutzgeld von Rudi erstochen wurde. Peter fragt ihn, ob er ihn verteidigen würde, wenn er Rudi tötet. Dwight will einen besseren Weg finden und nimmt den Ersatzschlüssel für Rudis Appartement, den Peter angefertigt hat, an sich.
Dwight trifft sich mit Bucknor, der dem Verdacht nachgeht, dass ein Verbrechersyndikat von einflussreichen Leuten gedeckt wird. Zwar hat er keine Hinweise, dass Rudi dem Syndikat angehört, lässt ihn aber dennoch beschatten. Als Dwight das Gebäude verlässt, sieht er, wie eine Leiche in das nebenan liegende Leichenschauhaus gebracht wird. Es handelt sich um Peter, der dem Anschein nach von einem Lkw überfahren wurde. Dwight sucht Rudis Appartement auf und findet einen mit einem Messer präparierten Spazierstock und nimmt ihn an sich. Er nimmt einen Anruf entgegen, bei dem eine ihm bekannt vorkommende Stimme zu einem Treffen um 9.30 Uhr auffordert. Dwight sucht in der Folge mehrere Ladeninhaber auf und fragt erfolglos nach Hinweisen für Schutzgelderpressung. Frustriert besucht er seinen Freund Andrew Layford, der das Kommissariat für organisiertes Verbrechen leitet. Während ihres Gesprächs klingelt es an der Tür und Layford verlässt das Zimmer, um zu öffnen. Dwight vernimmt das Brummen eines elektrischen Mixers, das er bei dem Anruf in Rudis Appartement schon gehört hat. Ein Blick auf die Uhr zeigt ihm, dass es 9.30 Uhr ist. Als Layford zurückkehrt, macht Dwight Andeutungen über ihn als Syndikatschef. Layford sagt nichts dazu, bemerkt aber, dass seiner Familie schlimme Dinge zustoßen könnten. Unvermittelt sticht Dwight Layford das Messer ins Herz. 
Am nächsten Tag erzählt Dwight alles seiner Frau. Stella ist der Auffassung, dass hier nicht das Recht, sondern Gerechtigkeit am Werk war. Sie bittet ihn, die Familie nicht zu zerstören. Am Nachmittag wird Rudi als Verdächtiger verhaftet. Auf dem Messer befinden sich seine Fingerabdrücke, dazu wurde er von seinen Beschattern gesehen, wie er zur Tatzeit Layfords Haus betrat. Dwight übernimmt erneut Rudis Verteidigung. Die Beweislage spricht eindeutig gegen Rudi. Dwights Verteidigungstaktik besteht in der Äußerung der Möglichkeit, dass eine weitere Person in Layfords Wohnung war. Dwights Sohn Bob, der selber Jura studiert, will seinen Vater wegen des hoffnungslosen Falls trösten. Dwight weist ihn darauf hin, dass er schon bald praktische Erfahrung sammeln werde. Dwight sucht Bucknor auf, um ein Geständnis abzulegen, da er glaubt, dass der Staatsanwalt ihn schon im Verdacht habe. Bucknor erklärt, dass, auch wenn die Kriminalitätsrate seit Layfords Tod gesunken sei, der Mörder sich zu verantworten habe, auch wenn es sich dabei um einen Freund handele. Dwight bittet um fünf Minuten Zeit mit seinem Mandanten und besucht Rudi in dessen Zelle. Dort erzählt er Rudi, dass er selber Layford umgebracht habe und zeigt ihm das Messer, dass er von Bucknors Schreibtisch mitgenommen hat. Dwight sieht eine Bibel auf dem Tisch und wendet Rudi den Rücken zu. Der ergreift das Messer und sticht Dwight in den Rücken, gerade als Bucknor und einige Wärter die Zelle öffnen. 
Kurze Zeit später schließt Bucknor seine Rede zur Graduierung Bobs und seiner Kommilitonen mit dem Hinweis, dass sie dafür Sorge zu tragen haben, eine genauso weiße Weste wie Dwight zu haben.

## Produktion

### Hintergrund
Gedreht wurde der Film von Mitte Januar bis Anfang Februar 1951 in Los Angeles und in den MGM-Studios in Culver City.

### Stab
Randall Duell und Cedric Gibbons oblag die künstlerische Leitung. Jacques Mapes und Edwin B. Willis waren für das Szenenbild zuständig, Helen Rose für die Kostüme, William Tuttle für das Maskenbild. Verantwortlicher Toningenieur war Douglas Shearer. Die Spezialeffekte stammten von A. Arnold Gillespie und Warren Newcombe.

### Besetzung
In kleinen nicht im Abspann erwähnten Nebenrollen traten John Alvin, Mae Clarke, Bess Flowers, Robert Foulk, Frank Gifford, Dabbs Greer, Richard Hale, Holmes Herbert, Bill Hickman, Anna Q. Nilsson, Mark Roberts und Jeff York auf.

## Synchronisation
Die deutsche Synchronfassung entstand 1992.
| Rolle            | Schauspieler      | Deutscher Synchronsprecher |
| ---------------- | ----------------- | -------------------------- |
| Dwight Masen     | Walter Pidgeon    | Christian Rode             |
| Ann Harding      | Stella Masen      | Ellen Schwiers             |
| Joe Bucknor      | Barry Sullivan    | Frank Engelhardt           |
| Rudi Wallchek    | Keefe Brasselle   | Ekkehardt Belle            |
| Richter Hulbrock | Lewis Stone       | Werner Abrolat             |
| Andrew Layford   | Eduard Franz      | Berno von Cramm            |
| Bob Masen        | Richard Anderson  | Philipp Moog               |
| Ellie Fansworth  | Dawn Addams       | Michaela Degen             |
| Wayne Kellwin    | Philip Ober       | Klaus Guth                 |
| Peter Helderman  | Konstantin Shayne | Alwin Joachim Meyer        |

## Veröffentlichung
Die Premiere des Films fand am 9. November 1951 in Cincinnati statt. In der Bundesrepublik Deutschland wurde er am 13. Juni 2001 im deutschen Fernsehen ausgestrahlt.

## Kritiken
Der Filmkritiken-Aggregator Rotten Tomatoes hat in einer Auswertung ein Publikumsergebnis von 43 Prozent positiver Bewertungen ermittelt.
Das Lexikon des internationalen Films schrieb: „Ein Justizthriller, der eine Auseinandersetzung mit dem amerikanischen Strafrechtssystem anstrebt, durch seine überlangen Gerichtsszenen jedoch bald langweilt und durch logische Holprigkeiten in der Konstruktion auch für Nichtjuristen unglaubwürdig wirkt.“